# Чаки (род)
Чаки (пол. Czaki) — польский шляхетский род.
Происходят от Капитана Коронной артиллерии Франциска Флориана Чаки, которому на Сейме, начатом в 1767 а конченном в 1768 году, пожаловано было потомственное дворянство, в награду заслуг, оказанных государству.

## Описание герба
В красном поле с золотою окраиною, голова турецкого Визиря, в розовой узорчатой чалме с зелёным верхом и голубым висящим концом; на чалме золотой полумесяц рогами вверх, между двух золотых перьев.
В навершии шлема три страусовые пера, пронзенные серебряною стрелою влево. Герб Скандербек или Александр-Пан (употребляют: Чаки) внесен в Часть 1 Гербовника дворянских родов Царства Польского, стр. 38